# Ханкок (окръг, Илинойс)
Окръг Ханкок (на английски: Hancock County) е окръг в щата Илинойс, Съединени американски щати. Площта му е 2111 km², а населението - 20 121 души (2000). Административен център е град Картидж.